# 20.ª etapa de la Vuelta a España 2022
La 20.ª etapa de la Vuelta a España 2022 tuvo lugar el 10 de septiembre de 2022 entre Moralzarzal y Puerto de Navacerrada sobre un recorrido de 181 km. El vencedor fue el ecuatoriano Richard Carapaz del INEOS Grenadiers y el belga Remco Evenepoel consiguió mantener el liderato antes del último día de competición.

## Clasificación de la etapa
| Moralzarzal - Puerto de Navacerrada | etapa de montaña | (181 km) |

| \| Clasificación de la etapa \| Clasificación de la etapa \| Clasificación de la etapa \| Clasificación de la etapa \| Clasificación de la etapa \| \| Ciclista \| Ciclista \| Equipo \| Tiempo \| \| \| ------------------------- \| ------------------------- \| ---------------------------------- \| ------------------------- \| ------------------------- \| \| 1.º \| Richard Carapaz \| Ineos Grenadiers \| 4 h 41 min 34 s \| \| \| 2.º \| Thymen Arensman \| Team DSM \| + 8 s \| \| \| 3.º \| Juan Ayuso \| UAE Team Emirates \| + 13 s \| \| \| 4.º \| Jai Hindley \| Bora-Hansgrohe \| + 13 s \| \| \| 5.º \| Enric Mas \| Movistar Team \| + 13 s \| \| \| 6.º \| Remco Evenepoel \| Quick-Step Alpha Vinyl \| + 15 s \| \| \| 7.º \| Louis Meintjes \| Intermarché-Wanty-Gobert Matériaux \| + 15 s \| \| \| 8.º \| Miguel Ángel López \| Astana Qazaqstan Team \| + 15 s \| \| \| 9.º \| João Almeida \| UAE Team Emirates \| + 17 s \| \| \| 10.º \| Sergio Higuita \| Bora-Hansgrohe \| + 32 s \| \| |                    |                                    |                 |
| |                    |                                    |                 |
| Fuente: ProCyclingStats |                    |                                    |                 |
| Clasificación de la etapa |                    |                                    |                 |
| Ciclista | Ciclista           | Equipo                             | Tiempo          |
| 1.º | Richard Carapaz    | Ineos Grenadiers                   | 4 h 41 min 34 s |
| 2.º | Thymen Arensman    | Team DSM                           | + 8 s           |
| 3.º | Juan Ayuso         | UAE Team Emirates                  | + 13 s          |
| 4.º | Jai Hindley        | Bora-Hansgrohe                     | + 13 s          |
| 5.º | Enric Mas          | Movistar Team                      | + 13 s          |
| 6.º | Remco Evenepoel    | Quick-Step Alpha Vinyl             | + 15 s          |
| 7.º | Louis Meintjes     | Intermarché-Wanty-Gobert Matériaux | + 15 s          |
| 8.º | Miguel Ángel López | Astana Qazaqstan Team              | + 15 s          |
| 9.º | João Almeida       | UAE Team Emirates                  | + 17 s          |
| 10.º | Sergio Higuita     | Bora-Hansgrohe                     | + 32 s          |

## Clasificaciones al final de la etapa

### Clasificación general
| \| Clasificación general \| Clasificación general \| Clasificación general \| Clasificación general \| Clasificación general \| \| Ciclista \| Ciclista \| Equipo \| Tiempo \| \| \| --------------------- \| --------------------- \| ---------------------- \| --------------------- \| --------------------- \| \| 1.º \| Remco Evenepoel \| Quick-Step Alpha Vinyl \| 78 h 00 min 12 s \| \| \| 2.º \| Enric Mas \| Movistar Team \| + 2 min 05 s \| \| \| 3.º \| Juan Ayuso \| UAE Team Emirates \| + 5 min 08 s \| \| \| 4.º \| Miguel Ángel López \| Astana Qazaqstan Team \| + 5 min 56 s \| \| \| 5.º \| João Almeida \| UAE Team Emirates \| + 7 min 16 s \| \| \| 6.º \| Thymen Arensman \| Team DSM \| + 7 min 56 s \| \| \| 7.º \| Carlos Rodríguez \| Ineos Grenadiers \| + 7 min 57 s \| \| \| 8.º \| Ben O'Connor \| AG2R Citroën Team \| + 10 min 30 s \| \| \| 9.º \| Rigoberto Urán \| EF Education-EasyPost \| + 11 min 04 s \| \| \| 10.º \| Jai Hindley \| Bora-Hansgrohe \| + 12 min 01 s \| \| |                    |                        |                  |
| |                    |                        |                  |
| Fuente: ProCyclingStats |                    |                        |                  |
| Clasificación general |                    |                        |                  |
| Ciclista | Ciclista           | Equipo                 | Tiempo           |
| 1.º | Remco Evenepoel    | Quick-Step Alpha Vinyl | 78 h 00 min 12 s |
| 2.º | Enric Mas          | Movistar Team          | + 2 min 05 s     |
| 3.º | Juan Ayuso         | UAE Team Emirates      | + 5 min 08 s     |
| 4.º | Miguel Ángel López | Astana Qazaqstan Team  | + 5 min 56 s     |
| 5.º | João Almeida       | UAE Team Emirates      | + 7 min 16 s     |
| 6.º | Thymen Arensman    | Team DSM               | + 7 min 56 s     |
| 7.º | Carlos Rodríguez   | Ineos Grenadiers       | + 7 min 57 s     |
| 8.º | Ben O'Connor       | AG2R Citroën Team      | + 10 min 30 s    |
| 9.º | Rigoberto Urán     | EF Education-EasyPost  | + 11 min 04 s    |
| 10.º | Jai Hindley        | Bora-Hansgrohe         | + 12 min 01 s    |

### Clasificación por puntos
| Clasificación por puntos | Clasificación por puntos | Clasificación por puntos | Clasificación por puntos | Clasificación por puntos |
| Ciclista                 | Ciclista                 | Equipo                   | Puntos                   |                          |
| ------------------------ | ------------------------ | ------------------------ | ------------------------ | ------------------------ |
| 1.º                      | Mads Pedersen            | Trek-Segafredo           | 379 pts                  |                          |
| 2.º                      | Fred Wright              | Bahrain Victorious       | 174 pts                  |                          |
| 3.º                      | Remco Evenepoel          | Quick-Step Alpha Vinyl   | 133 pts                  |                          |
| 4.º                      | Marc Soler               | UAE Team Emirates        | 133 pts                  |                          |
| 5.º                      | Enric Mas                | Movistar Team            | 118 pts                  |                          |
| 6.º                      | Danny van Poppel         | Bora-Hansgrohe           | 92 pts                   |                          |
| 7.º                      | Richard Carapaz          | Ineos Grenadiers         | 90 pts                   |                          |
| 8.º                      | Pascal Ackermann         | UAE Team Emirates        | 86 pts                   |                          |
| 9.º                      | Ander Okamika            | Burgos-BH                | 67 pts                   |                          |
| 10.º                     | Juan Ayuso               | UAE Team Emirates        | 67 pts                   |                          |

### Clasificación de la montaña
| Clasificación de la montaña | Clasificación de la montaña | Clasificación de la montaña | Clasificación de la montaña | Clasificación de la montaña |
| Ciclista                    | Ciclista                    | Equipo                      | Puntos                      |                             |
| --------------------------- | --------------------------- | --------------------------- | --------------------------- | --------------------------- |
| 1.º                         | Richard Carapaz             | Ineos Grenadiers            | 73 pts                      |                             |
| 2.º                         | Robert Stannard             | Alpecin-Deceuninck          | 36 pts                      |                             |
| 3.º                         | Enric Mas                   | Movistar Team               | 28 pts                      |                             |
| 4.º                         | Thymen Arensman             | Team DSM                    | 23 pts                      |                             |
| 5.º                         | Remco Evenepoel             | Quick-Step Alpha Vinyl      | 23 pts                      |                             |
| 6.º                         | Marc Soler                  | UAE Team Emirates           | 23 pts                      |                             |
| 7.º                         | Sergio Higuita              | Bora-Hansgrohe              | 18 pts                      |                             |
| 8.º                         | Miguel Ángel López          | Astana Qazaqstan Team       | 17 pts                      |                             |
| 9.º                         | Jimmy Janssens              | Alpecin-Deceuninck          | 17 pts                      |                             |
| 10.º                        | Rubén Fernández Andújar     | Cofidis                     | 15 pts                      |                             |

### Clasificación de los jóvenes
| Clasificación del mejor joven | Clasificación del mejor joven | Clasificación del mejor joven | Clasificación del mejor joven | Clasificación del mejor joven |
| Ciclista                      | Ciclista                      | Equipo                        | Tiempo                        |                               |
| ----------------------------- | ----------------------------- | ----------------------------- | ----------------------------- | ----------------------------- |
| 1.º                           | Remco Evenepoel               | Quick-Step Alpha Vinyl        | 78 h 00 min 12 s              |                               |
| 2.º                           | Juan Ayuso                    | UAE Team Emirates             | + 5 min 08 s                  |                               |
| 3.º                           | João Almeida                  | UAE Team Emirates             | + 7 min 16 s                  |                               |
| 4.º                           | Thymen Arensman               | Team DSM                      | + 7 min 56 s                  |                               |
| 5.º                           | Carlos Rodríguez              | Ineos Grenadiers              | + 7 min 57 s                  |                               |
| 6.º                           | Gino Mäder                    | Bahrain Victorious            | + 51 min 53 s                 |                               |
| 7.º                           | Sergio Higuita                | Bora-Hansgrohe                | + 1 h 00 min 51 s             |                               |
| 8.º                           | José Félix Parra              | Equipo Kern Pharma            | + 1 h 04 min 50 s             |                               |
| 9.º                           | Clément Champoussin           | AG2R Citroën Team             | + 1 h 24 min 27 s             |                               |
| 10.º                          | Edoardo Zambanini             | Bahrain Victorious            | + 1 h 31 min 51 s             |                               |

### Clasificación por equipos
| Clasificación por equipos | Clasificación por equipos | Clasificación por equipos | Clasificación por equipos |
| Equipo                    | Equipo                    | Tiempo                    |                           |
| ------------------------- | ------------------------- | ------------------------- | ------------------------- |
| 1.º                       | UAE Team Emirates         | 233 h 16 min 44 s         |                           |
| 2.º                       | Ineos Grenadiers          | + 55 min 13 s             |                           |
| 3.º                       | Movistar Team             | + 1 h 16 min 41 s         |                           |
| 4.º                       | Bahrain Victorious        | + 1 h 17 min 36 s         |                           |
| 5.º                       | Astana Qazaqstan Team     | + 1 h 33 min 56 s         |                           |
| 6.º                       | Bora-Hansgrohe            | + 1 h 37 min 58 s         |                           |
| 7.º                       | Jumbo-Visma               | + 2 h 11 min 40 s         |                           |
| 8.º                       | EF Education-EasyPost     | + 2 h 25 min 25 s         |                           |
| 9.º                       | Groupama-FDJ              | + 2 h 33 min 26 s         |                           |
| 10.º                      | Quick-Step Alpha Vinyl    | + 2 h 46 min 36 s         |                           |

## Abandonos
Ninguno.